# Republikańskie Zjednoczenie Społeczne Biała Ruś
Biała Ruś (biał. Белая Русь) – białoruska partia polityczna, założona w 2007 roku jako organizacja pozarządowa, stawiająca sobie za cel wspieranie Prezydenta Białorusi Alaksandra Łukaszenki.